# 天皇機關說
天皇机关说（日语：／ Tenno Kikansetsu */?），是指大日本帝国宪法下所确立的宪法理学说之一。根据该学说，一国的主权属于作为法人的国家。而天皇是國家最高机关，在以内阁为首的多个机关辅弼下行使其统治权。这一学说源自德国公法学者耶利内克所主张的国家法人说，其代表学者是宪法学家美浓部达吉，其对立学说主要是天皇主权说（穗积八束、上杉慎吉等人所主张）。

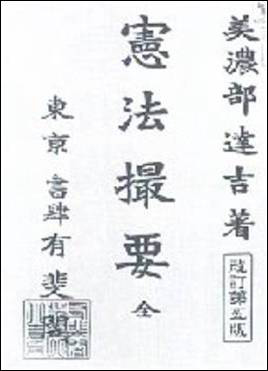
在天皇机关说事件后被禁的《宪法撮要》

## 概要
从1900年代起到1935年左右，天皇机关说始终是日本宪法学的通说，也是日本政治运营的基础理论之一。根据宪法学家宮泽俊义的解释，天皇机关说的主要内容如下：
在有关国家的学说中，有一种国家法人说，即将国家视为法律上的一个法人。如果将国家视为法人，那么君主、议会、法院等都是该法人的一个机关。将这学说适用于日本，那么日本国家就是一个法人，自然，天皇就是法人——日本国家的一个机关。

这就是所谓的“天皇机关说”或简称为机关说。

（粗体字在原文中加了旁点）
 — 宫泽俊义『天皇机关说事件（上）』有斐阁、1970年。
1889年（明治22年）公布的《大日本帝国宪法》中，对天皇的地位规定如下：
- 大日本帝国宪法第1条：日本帝国，由万世一系之天皇统治之。（天皇主权）
- 大日本帝国宪法第4条：天皇为国家元首，总揽统治权，依本宪法规定实行之。（统治大权）

如后文所述，在天皇机关说中，作为国家意思的最高决定权仍属于天皇，因此并无否定天皇在政治上的权限。
然而，这一立宪君主制的观念在当时似乎并未被大众所接受（民众阅读了报纸上美浓部教授的解释后的反应与贵族院的反应颇有差距）。在一系列的事件后，天皇主权说的势力逐渐增强，其支持者认为“天皇机关说是对西洋学说的全盘接受”并加以反对。

### 与主权概念的关系
在宪法上，“主权”一词是一个多义词，原本就有很多种解释的空间。
对于“谁享有作为统治权的主权？”这一问题，“国家主权说”的答案是“国家”。而对于“谁享有作为国家意思的最高决定权的主权？”这一问题，“君主主权说”的答案是“君主”，“国民主权说”的答案是“全体国民”。
因此，即使在“国家主权说”之中，也分为“君主主权说”与“国民主权说”两个分支。
美浓部达吉所倡导的“天皇机关说”事实上主张国家意思的最高决定权属于天皇，因此属于“君主主权说”。他非常强调主权概念的上述两个含义的区别，不能混同“统治权”与“国家意思最高决定权”（美浓部达吉著《宪法讲话》）。根据金森徳次郎的理解，美浓部的学说认为，即使对于天皇所颁发的勅语，作为主权者的国民也可以对其进行批评。

### 与天皇主权说的主要对立点
主权归属
- 天皇机关说 - 统治权属于法人的国家，天皇是国家的最高机关，行使对国家意思的最高决定权。
- 天皇主权说 - 天皇即国家，统治权属于天皇。对此，美浓部认为，如果统治权属于天皇个人，那么国税即天皇个人收入，条约也并非“国”际间签订，而成了天皇个人与外国之间的契约[3]。

国务大臣的辅弼
- 天皇机关说 - 天皇行使大权，必须有国务大臣的辅弼（美浓部达吉著《宪法撮要》）。
- 天皇主权说 - 天皇行使大权，并不以国务大臣的辅弼为必要条件（上杉慎吉著《帝国宪法述义》）。

国务大臣的责任
- 天皇机关说 – 根据惯例，国务大臣如失去了议会的信任，则应当自行辞职（美浓部达吉著《宪法撮要》）。
- 天皇主权说 – 国务大臣仅对天皇负责（大权政治），天皇可以不受议会限制而自由任免国务大臣（穂积八束著《宪法提要》）。如议会可以以其意思介入大臣任免，则有碍于天皇的任命大权（上杉慎吉著《帝国宪法述义》）。

## 支持天皇机关说的主要法学家
- 一木喜徳郎 - （男爵、枢密院议长）
- 美浓部达吉 - （贵族院勅選议员、枢密顾问官）
- 浅井清 - （贵族院勅選议员、庆应义塾大学教授）
- 金森徳次郎 - （东京帝国大学法学部教授、首任国立国会图书馆馆长）
- 渡边锭太郎 - （陆军大将）
- 中岛重 - （关西学院法文学部教授、东京大学法科毕业、美浓部学生）
- 田畑忍 - （同志社大学法学部教授、中岛重学生）

## 学说发展历史

### 天皇机关说的演变

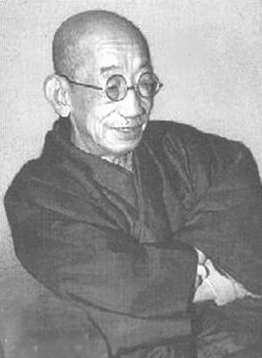
美浓部达吉

在对大日本帝国宪法的解释论中，起初东京帝国大学的穂积八束教授等学者都支持天皇主权说，从理论角度支持了藩阀政治家所实行的专制统治体制（所谓的超然内阁）。此外，天皇主权究其本源，也意味着主权在天皇祖先即“皇祖皇宗”，这就是“神勅主权说”。
对此，东京帝大教授一木喜徳郎则基于统治权属于法人国家的国家法人说，倡导天皇处于国家各种机关中的最高地位，即天皇机关说，从而否定了天皇神格的绝对优越性。但这一学说也绝对尊重国家最高机关的天皇的权限。
日俄战争后，天皇机关说由一木的学生美浓部达吉发扬光大，并进一步推动了议会地位的提高。美浓部教授引入了耶里尼克教授的国家法人说，用于抗衡当时德国所流行的君权强化的理论，并主张作为国民代表机关的议会可以通过内阁来制约天皇的意思。美浓部的学说也为政党政治提供了理论基础。
美浓部的天皇机关说主要包括以下理论构成。
1. 国家作为一个团体，具有法律上的人格。
2. 统治权归属于作为法人存在的国家。
3. 国家依靠各种机关而行动，在日本，其最高机关即天皇。
4. 行使统治权的最高决定权（主权）属于天皇。
5. 根据最高机关的组织不同，各种政体之间会产生区别差异。

中国的辛亥革命爆发之后，穂积的学生上杉慎吉教授与美浓部教授之间产生了学术论战。双方都坚持天皇的王道统治，但上杉将天皇与国家等同视之，主张“天皇为天皇自身而统治”、“即使没有国务大臣的辅弼，天皇也可以自由行使统治权”，而美浓部主张“天皇为国家人民的利益而统治，并非为天皇自身”。
这场论战之后，京都帝国大学教授佐佐木惣一也基本赞同美浓部的观点，因此天皇机关说遂成为了宪法学界的通说。在民本主义的推动下，这一学说也推动了议院内阁制及政党政治和大正民主。一时间，美浓部的著作也洛阳纸贵，成为高等文官考试的必读书目。从1920年代起到1930年代前半段，天皇机关说属于国家公认的宪法学说。这一时期担任摄政的昭和天皇也很自然地接受了天皇机关说。

### 天皇机关说事件
作为宪法学通说的天皇机关说重视议会的作用，并支撑着政党政治和宪政道路。但在二战前及二战中，日本军部并不受议会规制，其在日本政治中的影响力无人可及，因此对天皇绝对效忠的思想得到了强化。1932年爆发的五一五事件中，犬养毅首相遭暗杀，宪政体制遭到了严重破坏后，这一军国主义的暴走倾向更为明显。同时期的纳粹德国也在掌权之后，开始大规模销毁犹太人的著作等。其中，对天皇机关说有巨大影响力的耶里尼克的著作也因其犹太人的身份而难逃被销毁的厄运。在二战爆发前的日本，由于对纳粹及法西斯主义的亲近，天皇机关说也因此被进一步敌视。
1935年（昭和10年），由于帝国国会的政党斗争，贵族院开始公然批评天皇机关说，而贵族院勅選议员美浓部教授也被迫在议会为该学说进行辩护。但结果是美浓部以不敬罪被警方调查（最终免予起诉），并被迫辞去贵族院议员的职务。美浓部的著作《宪法撮要》、《逐条宪法精义》以及《日本国宪法的基本主义》等均被列入禁止出版的书籍。当时的冈田内阁在同年8月3日发表“将统治权不归于天皇而仅仅视其为行使统治权的一个机关，这种观点是与独特的我国国体完全不符合的。”同年10月15日并进一步发表国体明徵声明，指出“所谓天皇机关说，与我神圣之国体相悖，不符其本义，应当严肃排除”，正式排除了天皇机关说在学术界的地位，并禁止师生在学校内传播教学。

### 天皇及皇室的观点
昭和天皇本人是赞成机关说的，并且也对美浓部遭受打击一事非常关注，担心因此会侵犯学术自由。据说，昭和天皇曾向身边的本庄繁武官长说过：“如果将国家比喻成人体的话，那么天皇就是其大脑，将机关改用器官来表述，也并没有什么问题啊。”，该观点也曾经向教育总监真崎甚三郎表示过。对于国体明徴声明，天皇本人也表示了对军部的不信任，表示“不能安心”（《本庄繁日记》）。另外，昭和天皇也曾对铃木贯太郎侍从长说过以下这段话：
如果要讨论主权在君主还是国家，那倒还能理解。但对于机关说本身的正误进行评价，太荒唐了。相比君主主权说，我本人倒是更赞成国家主权说，毕竟日本这样的君国一体的国家无论哪种方式都差不多。……美浓部虽然发表了这样那样的观点，但他绝对不是不忠之人。如今，日本到底有几个像美浓部这样的人物？埋葬了这样的学者，我感到非常可惜
 — 《西园寺公与政局》
1987年，皇太子明仁亲王在回答记者提问时，对于天皇机关说事件前后的变化做出了评论，言语中包含了对该事件的批评性含义。

记者：在访美之前的会见中，您提到从1930年代到战败为止，天皇的意义和地位等在战前和战后已经完全不同，这具体是什么含义？

皇太子：尽管有天皇机关说以及其他各种学术上的讨论，但最终还是统一到了一种解释论上。我就是指这个意思。因此，目前已经不再是可以对大日本帝国宪法展开各种解释的时代了，我们只有一种解释。
 — 昭和62年12月16日，天皇生日记者招待会

### 二战后的天皇机关说
第二次世界大战结束后，各方对宪法修正的呼声越来越高，但美浓部坚决反对修宪。当时政府、自由党、社会党的宪法草案都采纳了天皇机关说的原则。然而，排斥天皇权利并尊重民主权利的日本国宪法颁布后，天皇机关说也不再具有任何法律解释的价值。

## 脚注
1. ↑  日本众议院宪法调查会事务局 「明治宪法と日本国宪法に関する基礎的資料（明治宪法の制定過程について）」 （页面存档备份，存于）、2003年。
2. ↑   . 维基文库 （日語）. そのうち戸沢（重雄）検事が詔勅の批判をしてもよいかを尋ね、イエスの答を得て『しかし勅語、ことに教育勅語は批判してはいけないという说がありますが、それについてはどう思いますか』と尋ね、それは単なる俗说にすぎませんと美浓部さんは言下に言い切った。
3. ↑  1935年（昭和10年）2月25日の貴族院での美浓部の弁明による
4. ↑  大日本帝国宪法公布之时，明治天皇在神前的祭告文中，也提及“明徵皇祖皇宗遗训，成立典宪，昭示条章”，“绍述传于皇祖皇宗之后裔的统治洪范”。
5. ↑  衆議院宪法調査会・事務局作成資料「明治宪法と日本国宪法に関する基礎的資料」
6. ↑  「军人勅谕」先于宪法而颁布
7. ↑  『昭和天皇独白録』由此可見，其實昭和對於機關說或是主權說並不是特別在意，因為在他的說法裡。天皇是日本的大腦，基本上已經不認為日本這個國家具有獨立性，而需要天皇來行使其意思。所以說他贊成機關說，並不完全正確。p.36

## 關連項目
- 天皇机关说事件
- 国体